# Mariam Jalabi

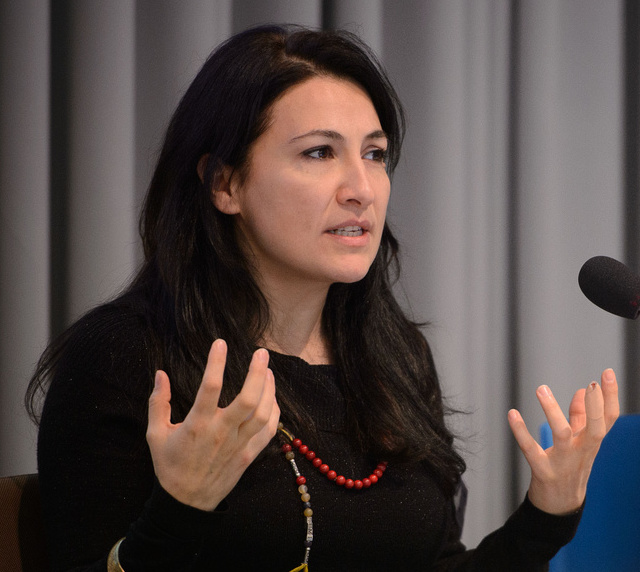
Miriam Jalabi, 2015

Mariam Jalabi nascida na capital da Síria (Damasco) é feminista e ativista. Sem uma fonte segura, afirmam que o seu pai era "escritor", ativista político e social, outros mencionam como "médico", foi detido pelo regime várias vezes, sujeito a tortura portanto, teve que deixar a Síria com a mãe de Mariam na década de 1970.
Esta activista membro da oposição síria High Negotiation Committee Women’s Advisory Committee (Comité Consultivo de Mulheres do Comité da Alta Negociação) pretende garantir que as mulheres participam em todos os aspetos do processo político na Síria. Mariam assinala que a cultura política e de tomada de decisões políticas internacionais é patriarcal, que é árduo fazer progressos, e que não se trata de um problema específico da Síria — as mulheres são marginalizadas quando a verdadeira democracia, os direitos humanos e o pluralismo são deixados de lado. 

## Prémios e homenagens
Mariam Jalabi foi homenageada pela Suécia, na exposição itinerante "Mundo Igualitário do ponto de vista do género - um tributo a quem luta pelos Direitos das Mulheres", constituída por quinze retratos de autoria da fotógrafa sueca Anette Brolenius, de personalidades que se distinguiram pela luta da Igualdade de Género e Direitos das Mulheres. Esta exposição esteve pela primeira vez em Portugal, abrindo ao público no dia 2 de março de 2020, no concelho do Funchal, na Região Autónoma da Madeira.
1. ↑  «Gender equal world». Sharing Sweden (em inglês). Consultado em 3 de março de 2020
2. ↑  Sandra Ascensão Silva. «Câmara do Funchal assinala Dia da Mulher com oito dias de actividades». www.dnoticias.pt. Consultado em 3 de março de 2020
3. ↑  «Exposição do governo da Suécia marca abertura da Semana das Mulheres na CMF». JM Madeira. 2 de março de 2020. Consultado em 3 de março de 2020
4. ↑  Rocha, Luís (28 de fevereiro de 2020). «Embaixadora da Suécia no dia 2 na CMF para Semana das Mulheres 2020». Funchal Notícias. Consultado em 3 de março de 2020